# Комишуваха (ліва притока Лугані)
Комишуваха  — річка в Україні, ліва притока річки Лугань. Басейн Сіверського Дінця.

## Географія
Довжина річки 23 км, похил річки 4,4 м/км, найкоротша відстань між витоком і гирлом — 17,79 км, коефіцієнт звивистості річки — 1,30. Площа басейну водозбору 150 км². Річка формується багатьма безіменними струмками та 19 загатами.
Бере початок у місті Попасна. Спочатку тече переважно на північний схід через селище Комишуваху, потім тече переважно на південний схід через місто Золоте, село Березівське і на південно-західній околиці Голубівське впадає в річку Лугань, праву притоку Сіверського Дінця.

### Населені пункти
- Комишуваха
- Місто Золоте

### Однойменні гідроніми
Не плутати з також розташованою в Луганській області однойменною річкою Камишевахою, яка є правою притокою Лугані, що бере початок в місцевості між трьома містами — Стаханов, Алмазна  і Брянка.